# Stanislas Verroust
Louis Stanislas Xavier Verroust (Hazebrouck, 10 maggio 1814 – Hazebrouck, 11 aprile 1863) è stato un compositore e oboista francese.

## Biografia
Verroust fu secondo violino nell'orchestra del Palais-Royal nel 1831. Insegnò oboe al Conservatorio di Parigi dal 1853 al 1860,  succedendo Gustave Vogt.
Le composizioni pubblicate di Verroust, molte delle quali per oboe, furono circa 85 (l'op. 85, il penultimo concerto da solista, fu pubblicato postumo).